# Anjos
Anjos è una ex freguesia del Portogallo e un quartiere della città di Lisbona. Occupa un'area totale di 0.48 km² e ha una popolazione di 9.358 abitanti (2011).
Fu costituita nel 1564 a partire dalla freguesia di Santa Justa.
La freguesia è stata soppressa nel 2012 in seguito all'approvazione della riforma dell'assetto amministrativo di Lisbona; il suo territorio è stato suddiviso tra le freguesias di Areeiro e Beato.